# Tuber bonnetii
Tuber bonnetii Roum. – gatunek grzybów należący do rodziny truflowatych (Tuberaceae). Podziemny grzyb mykoryzowy.

## Systematyka i nazewnictwo
Pozycja w klasyfikacji według Index Fungorum: Tuber, Tuberaceae, Pezizales, Pezizomycetidae, Pezizomycetes, Pezizomycotina, Ascomycota, Fungi.
Gatunek ten opisał Casimir Roumeguère w 1882 r/

## Morfologia
Owocnik
Kulistawy, o nieregularnym pokroju. Okrywa ma brązowy odcień, a jej powierzchnia jest błyszcząca i brodawkowana. Miąższ o smaku i woni grzybowych.
Zarodniki
Jajowate, kolczaste, o wymiarach 19–22 × 9–12 μm.